# Moskwin
Moskwin – wieś w Polsce położona w województwie podlaskim, w powiecie bielskim, w gminie Wyszki.
W latach 1975–1998 miejscowość administracyjnie należała do województwa białostockiego.
Przez wieś przebiega droga wojewódzka nr 681
Wierni kościoła rzymskokatolickiego należą do parafii św. Stanisława w Topczewie.